# Bundesstraße 327
Pour les articles homonymes, voir Route 327.
La Bundesstraße 327 est une Bundesstraße du Land de Rhénanie-Palatinat.

## Géographie
La B 327 commence par la traversée du Rhin sur le pont du Sud de Coblence et va dans le Hunsrück (Hunsrückhöhenstraße) par Emmelshausen, Kastellaun à l'aéroport de Francfort-Hahn. La Bundesstraße 327 est alors interrompue par une piste. Elle repart à Wahlenau et se joint à la B 50 jusqu'à Morbach-Hinzerath, où elle est également marquée comme Route européenne 42. De Morbach, la Bundesstraße continue par Thalfang jusqu'à Hermeskeil, où elle se termine.

## Histoire
La Reichsstraße 327 est construite en 1938 et 1939 comme liaison routière stratégique avec la frontière franco-allemande (ligne Siegfried). Lors de la planification de l'itinéraire de Coblence par Waldesch, Hermeskeil et Sarrebourg à Perl, qui est proche de la frontière, on reprend largement une ancienne voie romaine. En raison de son importance stratégique particulière, la construction avance rapidement, de sorte que 140 km sont achevés en seulement 100 jours. Une particularité est que l'itinéraire est conçu sans la construction de ponts. La construction est réalisée par des travailleurs de l'Organisation Todt. En raison de son cours sur les hautes altitudes du Hunsrück, l'itinéraire était également connu sous le nom de Reichshöhenstraße. La construction de la Reichhöhenstrasse est également le thème du quatrième film de la série Heimat d'Edgar Reitz.
Au cours de la construction de la Bundesautobahn 1, le tronçon Hermeskeil-Sarrebourg devient la B 407 ; pendant ce temps, la section Hermeskeil-Nonnweiler-Tholey-Riegelsberg (près de Sarrebruck) est attribuée à la B 327.
Le contournement de Kastellaun, prévu depuis 1993, d'une longueur de 4,8 km et d'un coût d'environ 23 millions d'euros, reçoit un engagement de financement du gouvernement fédéral en décembre 2010. La construction commence en 2011 et s'achève en juillet 2014.
Dans le village voisin de Gödenroth, la construction du contournement débute le 4 mars 2016. La longueur de ce projet de construction est de 3,1 km. Le contournement de Gödenroth ouvre à la circulation le 21 novembre 2019.
La Bundesautobahn 61 comble l'écart entre Waldesch et Emmelshausen. La B 327 est alors rétrogradée en Landesstraße 214 dans cette section.

## Source
- (de) Cet article est partiellement ou en totalité issu de l’article de Wikipédia en allemand intitulé « Bundesstraße 327 » (voir la liste des auteurs).

1. ↑  (de) « Die Bundes- und Reichsstraßen in Deutschland - Nr. 166 bis 327 » [archive du 18 février 2009], sur home.arcor.de (consulté le 16 juillet 2025)